# 商工センター出入口
商工センター出入口（しょうこうセンターでいりぐち）は、広島県広島市西区庚午南にある広島南道路（無料区間）のインターチェンジ。
入口は仁保方面、出口は廿日市方面のハーフインターチェンジとなっている。
広島南道路の終点となっている。

## 道路
- 広島南道路

## 接続する道路
- 広島市道西部流通環状線
- 広島市道観音井口線

## 周辺
- LECT
- 広島市西区スポーツセンター
- アルパーク
- 広島市中央卸売市場
- 商工センター
- 法得寺

## 隣
商工センター西出入口（予定） - 商工センター出入口 - 観音出入口